# Jamie McShane
Jamie McShane (nacido en Nueva Jersey, Estados Unidos) es un actor estadounidense más conocido por pertenecer al elenco de Sons of Anarchy y recientemente en Bloodline de Netflix.

## Vida y carrera
Jamie nació en Northern New Jersey y tiene 4 hermanos. Siempre fue un excelente atleta en varios deportes, y fue muy habilidoso en hockey hielo. Le gustaba mucho la televisión y el cine. A la edad de 5 años, después de ver la película de Disney: Robin Hood, Jamie hizo de un pedazo de madera una espada, y desde ese momento dijo que quería ser actor. Se sintió atraído hacia la interpretación viendo a talentosos actores de la talla de Gene Hackman, Steve McQueen, Clint Eastwood y Spencer Tracy, entre otros.
McShane soñó con ir a las Olimpiadas con la disciplina de hockey sobre hielo, de la cual era muy habilidoso. Aunque no lo logró, debido a una lesión que truncó su carrera, se le vio compitiendo en tenis en unos cuantos torneos profesionales y llegó a ser instructor de tenis.
Se graduó en Filología Inglesa en la Universidad de Richmond y trabajó en varios empleos reuniendo dinero para viajar alrededor del mundo. En su travesía, viajó por Europa, Asia y Australia y Nueva Zelanda. A su regreso, consiguió trabajos en anuncios comerciales y teniendo pequeños papeles en películas independientes. En este tiempo, obtuvo cinturón negro en Tae Kwon Do, escribió un libro de poesía y trabajó a tiempo completo en el negocio familiar en la venta y reparación de microscopios.
Después de esto, puso rumbo a Los Ángeles para perseguir su sueño de televisión y cine. Sus primeros saltos a la pantalla incluyeron roles en NYPD Blue, CSI, Pilots of Philly y Deadwood. Ganó el premio al Mejor Actor Principal en el festival de 2002 Palm Springs International Festival en la categoría de Cortometraje, para la película Fine. Desde 2001, Jamie McShine ha aparecido en más de 100 episodios de televisión, incluyendo roles en películas como Gone Girl (David Fincher), Argo (Ben Affleck), The Avengers (Joss Whedon), Thor (Kenneth Branagh), Hostage (Florent Siri), Gridiron Gang (Phil Joanou) y Pride and Glory (Gavin O'Connor).
Actualmente está en elenco de la prestigiosa y galardonada serie Bloodline, de Netflix, al lado de actores como Kyle Chandler y Ben Mendelsohn.
Otros trabajos ajenos a la labor principal deben estar descrito en la sección "Vida personal".

## Distinciones
- Mejor Actor Principal (Palm Springs International Festival, 2002)

## Cine y televisión
| Año         | Título                            | Tipo                | Rol/Personaje     |
| ----------- | --------------------------------- | ------------------- | ----------------- |
| 2022-¿?     | Miércoles                         | Serie               | Donovan Galpin    |
| 2020-¿?     | Star Trek: Picard                 | Serie               | Zhaban            |
| 2017        | Game                              | Cortometraje        | Entrenador Travis |
| 2017        | Training Day Tv Series            | Serie de Televisión | Lynch             |
| 2016        | The Meanest Man in Texas          | Película            | Capitán Colt      |
| 2016        | Gone Are The Days                 | Película            | Doctor Jenkins    |
| 2016        | An Empty Chamber                  | Cortometraje        | Bum               |
| 2016        | Murder in The First Tv Series     | Serie               | Justin Burnside   |
| 2014 -      | Bloodline                         | Serie               | Eric O'Bannon     |
| 2014 -      | Scorpion                          | Serie               | Patrick Quinn     |
| 2014 -      | Fear The Walking Dead Tv Series   | Serie               | Teniente Moyers   |
| 2014 - 2015 | Familia de Acogida                | Serie               | Donald Jacob      |
| 2015        | Stalker (serie de televisión)     | Serie               | Gene Meadows      |
| 2015        | Law & Order: Special Victims Unit | Serie               | Luke Davis        |
| 2014        | The Crop                          | Cortometraje        | El Hombre         |
| 2014        | Perdida                           | Película            | Donnelly          |
| 2014        | Nightcrawler (película)           | Película            | Motorista         |